# Max Adenauer
Max Adenauer (* 21. September 1910 in Köln; † 6. Januar 2004 ebenda) war ein deutscher Jurist und Politiker (CDU) und von 1953 bis 1965 Oberstadtdirektor von Köln.

## Leben

### Familie
Max Adenauer wurde als zweites Kind des späteren Bundeskanzlers Konrad Adenauer und dessen erster Ehefrau Emma Adenauer, geborene Weyer, geboren. Sein Bruder war der 1906 geborene Jurist und unter anderem im Braunkohlenbergbau tätige Unternehmensfunktionär Konrad Adenauer (1906–1993). Der CDU-Politiker Sven-Georg Adenauer ist ein Neffe von Max Adenauer. Max Adenauer war katholisch und heiratete 1941 die promovierte Gisela Klein (1919–1992). Aus dieser Ehe gingen vier Kinder hervor.

### Ausbildung und Berufstätigkeit
Zunächst besuchte Max Adenauer das Abendgymnasium und studierte nach dem Abitur von 1929 bis 1933 Jura an den Universitäten Freiburg, München und Köln. Wie sein Vater wurde er Mitglied von Studentenverbindungen des KV, in Freiburg des K.St.V. Flamberg und in Köln des K.St.V. Rheinpfalz. Nach seinem Referendarexamen im Jahre 1933 promovierte Adenauer im Jahre 1937 zum Dr. jur. und hielt sich nach der Assessorprüfung 1937/1938 zu Studienzwecken in den USA auf. Seit 1938 war er als Assessor in der Rechts- und Verwaltungsabteilung der Humboldt-Werke in Duisburg tätig. Von 1938 bis 1939 war er juristischer Mitarbeiter der Klöckner-Werke AG in Duisburg. Nach dem Zweiten Weltkrieg war Adenauer von 1945 bis 1948 Prokurist der Klöckner-Humboldt-Deutz AG in Köln.

### Verwaltungstätigkeit und Oberstadtdirektor von Köln

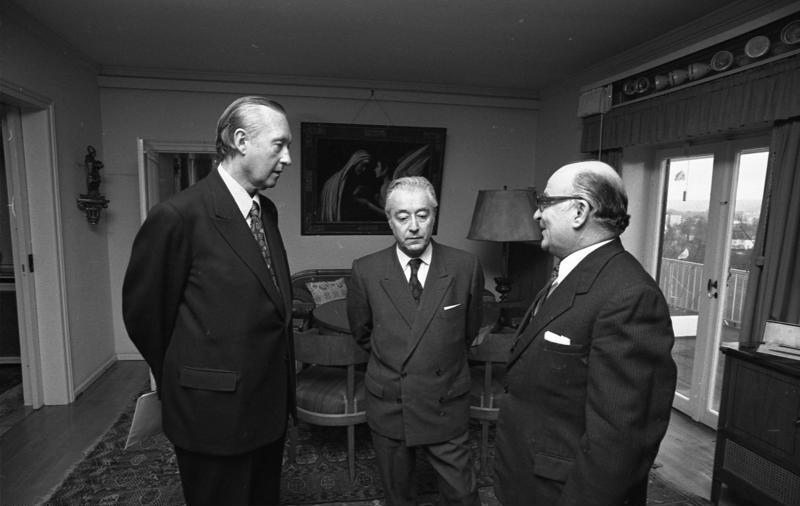
Max Adenauer (links), 1973

Max Adenauer gehört zu den bedeutendsten Kommunalpolitikern der Nachkriegsgeschichte in Nordrhein-Westfalen. Von 1948 bis 1965 war er gewählter Beigeordneter für im Dezernat für Wirtschaft und Häfen. Von 1953 bis 1965 war er Oberstadtdirektor und von 1969 bis 1975 Mitglied des Rates der Stadt Köln.
Als konservativer Modernisierer prägte Max Adenauer als Oberstadtdirektor in einer zweiten Kölner Ära Adenauer die Stadtpolitik Kölns in der Aufbauphase der Nachkriegszeit und legte dadurch den Grundstein für das heutige Köln. Insbesondere setzte er sich dafür ein, dass die historische Altstadt wieder so hergestellt wurde, wie sie heute ist.
Dank seiner auf die Zukunft ausgerichteten Wirtschaftspolitik entwickelte sich Köln zu einer bedeutenden Wirtschaftsmetropole.

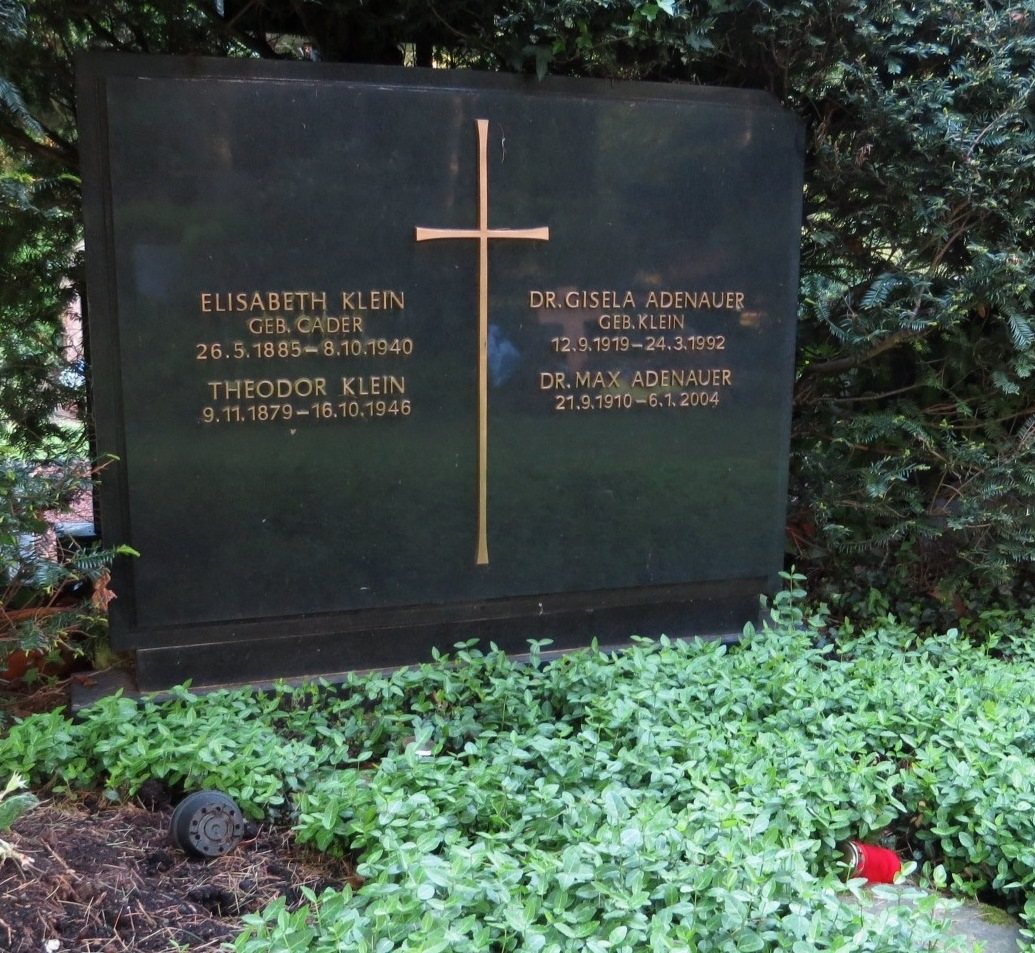
Grabstätte

Max Adenauer stand für die Ansiedlung und den raschen Ausbau des Flughafens Köln-Bonn, die Integration der Vertriebenen und betrieb nachhaltig die Aussöhnung mit Israel und Frankreich.
Nachdem 1919 – wenige Monate nach dem Ersten Weltkrieg – durch den damaligen Oberbürgermeister und späteren Bundeskanzler Konrad Adenauer die Universität zu Köln wieder gegründet worden war, war es sein Sohn Max, der als Oberstadtdirektor an dem 1954 abgeschlossenen neuen Universitätsvertrag maßgeblich beteiligt war, der die Voraussetzungen dafür schaffte, dass die Universität Köln heute mit über 40.000 Studierenden eine der größten deutschen Hochschulen ist.
In seiner Zeit als Oberstadtdirektor war Max Adenauer von 1956 bis 1965 zugleich Präsident des Verbandes kommunaler Unternehmen (VKU), dem Interessenverband kommunaler Wirtschaftsbetriebe. Von 1965 bis 1977 war er Vorstandsmitglied der Rheinisch-Westfälischen Boden-Credit-Bank in Köln. 1966 gründete er die Deutsch-Koreanische Gesellschaft. Er hatte zudem Aufsichts- und Beiratsmandate sowie verschiedene Ehrenstellungen inne und war Rotarier.

### Tod
Max Adenauer starb 2004 im Alter von 93 Jahren und wurde im Familiengrab seiner Frau auf dem Kölner Friedhof Melaten (Flur 19 (D)) beigesetzt.

## Auszeichnungen und Ehrungen
- 1956: Kommandeur mit Stern des Falkenordens
- 1958: Ritter des Päpstlichen Ritterordens des heiligen Gregors des Großen[1]
- 1964: Großes Goldenes Ehrenzeichen für Verdienste um die Republik Österreich[2]
- 1976: Großes Bundesverdienstkreuz
- Ehrensenator der Universität Köln